# Cappella della Madonna Ausiliatrice
La cappella della Madonna Ausiliatrice, anche nota come battistero della Madonna del Carmine, è un luogo di culto cattolico sussidiario situato a Chiarano, frazione di Arco in Trentino. Fa parte della zona pastorale di Riva e Ledro dell'arcidiocesi di Trento e risale all'inizio del XIX secolo. Conserva un importante ciclo di affreschi opera di Giuseppe Craffonara.

## Storia
Il piccolo luogo di culto venne edificato nel 1806 grazie al contributo dei fedeli della comunità di Chiarano. Subito dopo la costruzione dell'edificio il suo interno venne decorato ad affresco da Giuseppe Craffonara, in quel periodo attivo nell'area del Basso Sarca, che vi lavorò, intervallando questo suo impegno con altri, sino al 1824.

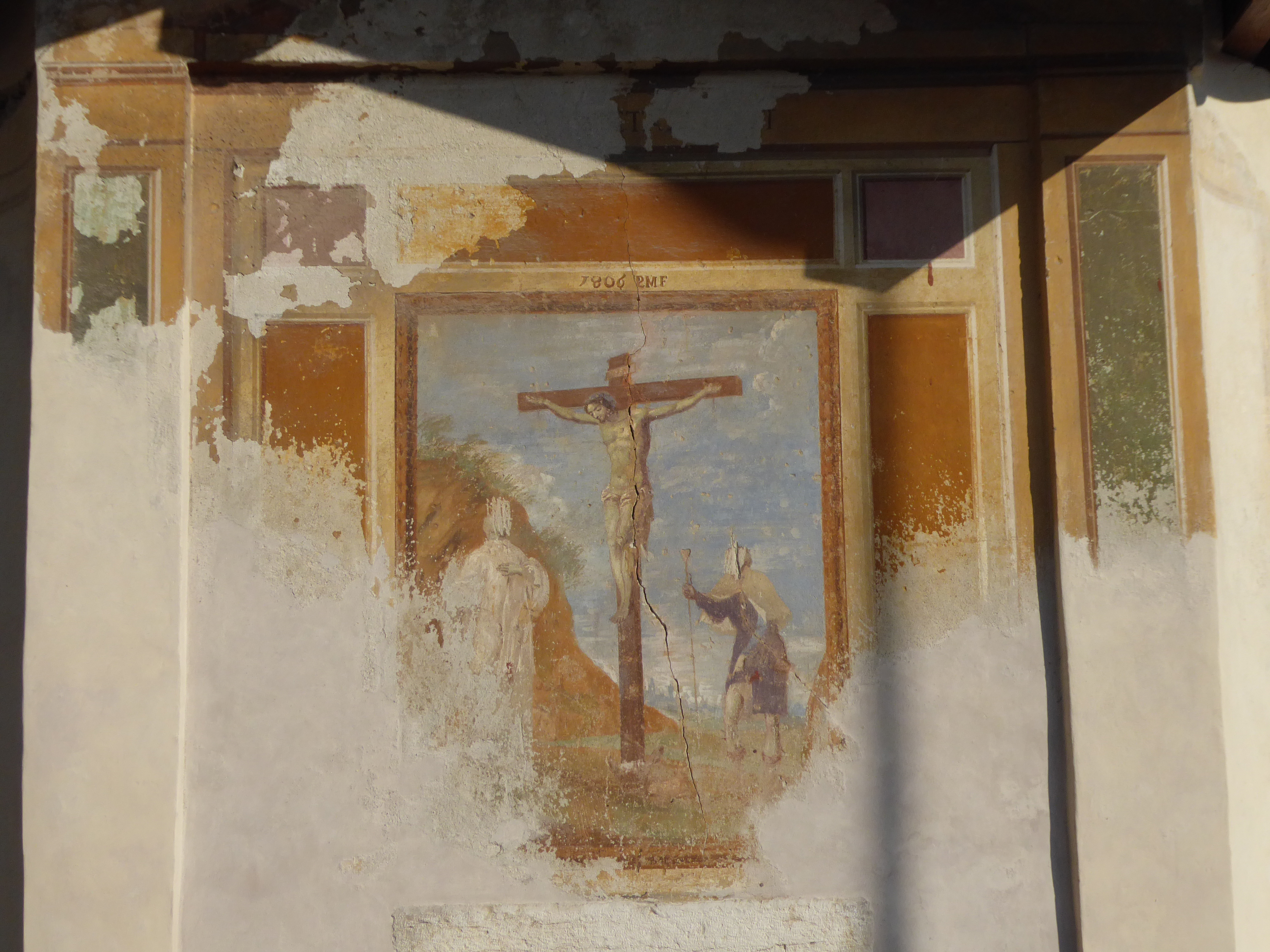
Affresco che rappresenta il Crocifisso sulla facciata a sud della cappella della Madonna Ausiliatrice

Dopo la sua costruzione la popolazione locale utilizzò a lungo la cappella come battistero, e col nome di battistero venne da quel momento spesso ricordata.
Attorno alla metà del secolo successivo si resero necessari lavori di restauro conservativo per ripristinare la copertura del tetto e tra il 2015 e il 2017 il piccolo tempietto venne completamente restaurato. In quell'occasione fu rifatto il tetto, vennero rivisti gli intonaci esterni e la porta di accesso e fu realizzato un lavoro atto a stabilizzare gli affreschi interni.

## Descrizione

### Esterni
Il piccolo luogo di culto si trova su un bivio, a brevissima distanza dalla più importante parrocchiale, la chiesa di San Marcello. Si presenta con una struttura particolare, col prospetto principale che in realtà non ha l'accesso, posizionato invece sulla sua facciata laterale di sinistra. Il tetto sporge a proteggere come una tettoia l'affresco sulla falsa facciata, e una piccola finestrella con inferriate permette di vedere l'interno con l'unico altare presente. La dedicazione all Madonna Ausiliatrice è particolarmente sentita nella frazione perché a breve distanza si trova anche il capitello di Madonna Ausiliatrice.

### Interni
L'interno è semplice, con volta a botte e impreziosito da un ciclo di affreschi realizzati dal rivano Giuseppe Craffonara.